# Argusfische
Die Familie der Argusfische (Scatophagidae gr.: skatos = Exkrement, phagein = essen) besteht aus zwei Gattungen und vier Arten. Sie leben im tropischen Indopazifik im küstennahen Meer und im Brackwasser, zeitweise auch in Süßgewässern, oft in Flussmündungen und Häfen. Die 10 bis 38 cm lang werdenden Tiere leben gesellig in kleinen Gruppen. Sie ernähren sich von Algen, Detritus und auch von Exkrementen (wiss. Name). "Scatophagidae" als Fliegen-Familie (der Brachycera) ist gültig Scathophagidae zu schreiben (s. d.).

## Merkmale
Ihre Gestalt ähnelt der der Falterfische. Ihr Körper ist seitlich abgeflacht, fast rechteckig und hoch. Der Kopf ist spitz das Maul klein und nicht vorstreckbar. Zwischen dem hart- und dem weichstrahligen Teil der Rückenflosse ist ein tiefer Einschnitt. Nach dem Larvenstadium besitzen die Tiere für einige Zeit eine starke Kopfpanzerung (Tholichthys-Stadium). Die Färbung ist silbrig weiß (gelblich bis bräunlich), mit dunklen runden Flecken unterschiedlicher Größe (gedeutet als Augen des Riesen Argos). 11 Rumpf-, 12 Schwanzwirbel.
Flossenformel: Dorsale XI–X/15–18, Anale IV/14–17, Caudale 16.
Bei jungen Argusfischen sind die Flossenstacheln der Rücken-, der After- und der Bauchflossen mit einem dünnen, in zwei Rillen verlaufenden sehr dünnen Drüsengewebe versehen. Menschen, die sich daran stechen, verspüren einen stechenden Schmerz, der nach kurzer Zeit vergeht. Werden die Argusfische älter bildet sich das Drüsengewebe zurück.

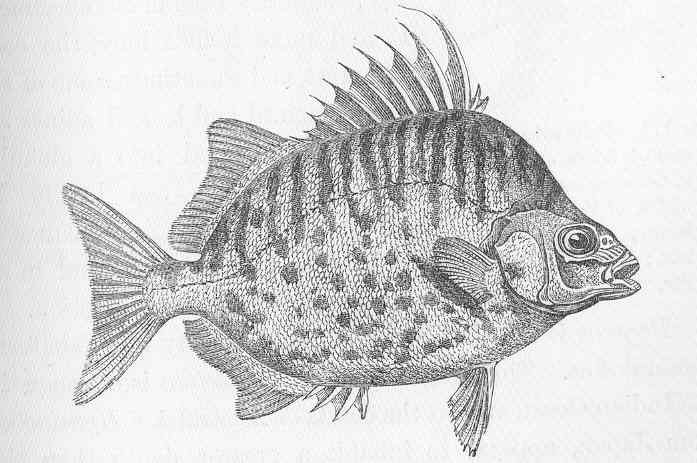
Selenotoca multifasciatus

## Gattungen und Arten
- Gattung Scatophagus Cuvier in Cuvier and Valenciennes, 1831
  - Gemeiner Argusfisch (Scatophagus argus (Linnaeus, 1766)), bis zu 38 cm lang, lebt im Persischen Golf und im Indopazifik: im Norden bis nach Südjapan, im Süden bis nach Neukaledonien.
  - Afrikanischer Argusfisch (Scatophagus tetracanthus (Lacépède, 1802)), bis zu 38 cm lang, Indopazifik: Von Somalia bis nach Südafrika, bis nach Australien und Neuguinea. In Ostafrika auch in Flüssen und Lagunen.
- Gattung Selenotoca Myers, 1936
  - Punktstreifen-Argusfisch (Selenotoca multifasciata (Richardson, 1846)), bis zu 40 cm lang, Sulawesi, Indonesien, West- und Ostaustralien, und Neukaledonien.
  - Selenotoca papuensis Fraser-Brunner, 1938, 9 cm, Sulawesi und Neuguinea.

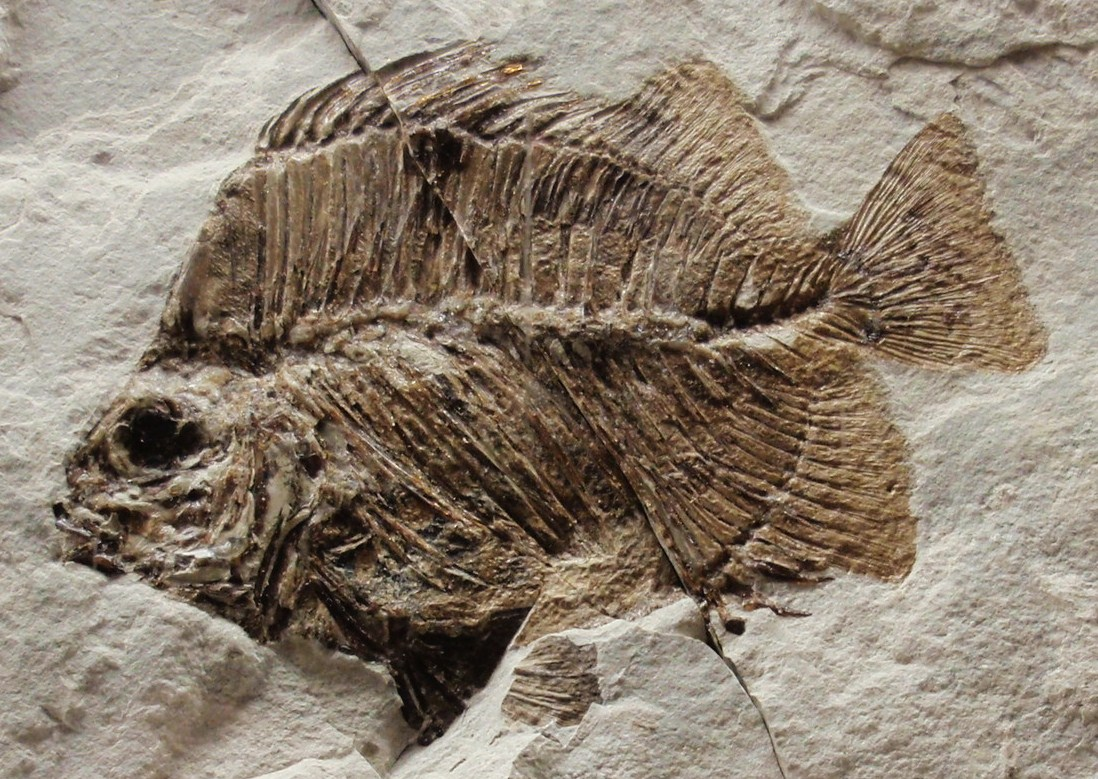
Scatophagus frontalis

## Fossilbefund
Der fossile Argusfisch Scatophagus frontalis ist aus dem mittleren Eozän der norditalienische Monte-Bolca-Formation, die aus Ablagerungen der Tethys entstand, bekannt.

## Aquarienhaltung
Argusfische werden im Aquaristikfachhandel als Süßwasserzierfische verkauft. Auf Dauer können sie aber nur in Brack- oder Meerwasseraquarium gesund gehalten werden und werden auch zu groß für Heimaquarien. Durch ihre Gefräßigkeit und ihren sehr aktiven Stoffwechsel ist ein starker Filter und/oder Eiweißabschäumer nötig.